# How Do You Burn?
How Do You Burn? è il nono album in studio del gruppo musicale statunitense The Afghan Whigs, pubblicato nel 2022.

## Tracce
Testi e musiche di Greg Dulli, John Curley, Rick G. Nelson, Dave Rosser, Jon Skibic e Patrick Keeler.
1. I'll Make You See God – 4:52
2. The Getaway – 3:05
3. Catch a Colt – 4:23
4. Jyja – 4:29
5. Please, Baby, Please – 3:49
6. A Line of Shots – 3:27
7. Domino and Jimmy – 3:52
8. Take Me There – 4:07
9. Concealer – 2:42
10. In Flames – 4:44